# The Secret Agent (Film)
The Secret Agent (Originaltitel: O Agente Secreto) ist ein Spielfilm von Kleber Mendonça Filho aus dem Jahr 2025. Der Thriller mit Wagner Moura in der Hauptrolle ist im Jahr 1977 in Brasilien während der Militärdiktatur angesiedelt und handelt von einem Mann, der wegen „subversiver Aktivitäten“ verfolgt wird. Die fiktive Geschichte wurde von Kindheitserinnerungen des Regisseurs an seine Heimatstadt Recife und seinem vorherigen Dokumentarfilm Retratos Fantasmas (2023) inspiriert. Die Premiere fand Mitte Mai 2025 bei den Internationalen Filmfestspielen von Cannes statt, wo das Werk mit dem Regie- und Darstellerpreis ausgezeichnet wurde. Im Laufe des Jahres 2025 soll The Secret Agent in den brasilianischen und französischen Kinos veröffentlicht werden.

## Handlung
Brasilien im Jahr 1977: Marcelo, ein Technologieexperte Anfang 40, flieht vor seiner unruhigen Vergangenheit nach Recife. In der Hafenstadt am Atlantik finden gerade die Feierlichkeiten zum jährlichen Karneval statt. Marcelo sieht seinen kleinen Sohn wieder und hofft, sich in Recife ein neues Leben aufbauen zu können. Gleichzeitig ist er Ziel von Morddrohungen und fühlt sich von seinen Nachbarn verfolgt und ausspioniert. Schon bald muss Marcelo erkennen, dass die Stadt kein gewaltfreier Zufluchtsort für ihn ist. Er wird von Agenten verfolgt, die ihn wegen „subversiver Aktivitäten“ suchen.

## Entstehungsgeschichte

### Inspiration, Drehbuch und Besetzung der Hauptrolle
The Secret Agent ist der vierte Spielfilm des brasilianischen Regisseurs Kleber Mendonça Filho, der auch das Drehbuch verfasste. Zwar spiele das Werk im Jahr 1977, sei aber kein Film über die Militärdiktatur. Vielmehr greife The Secret Agent Kindheitserinnerungen des Regisseurs auf, der zum Zeitpunkt der Geschichte neun Jahre alt war. Für den Film habe Mendonça Filho viel Recherche in den Zeitungsarchiven der brasilianischen Brasilianischen Nationalbibliothek betrieben. Auch habe ihm sein vorheriger Dokumentarfilm Retratos Fantasmas (2023) über seine Heimatstadt Recife zur Geschichte inspiriert. Darin fing der Regisseur das Stadtzentrum im 19. Jahrhundert über Archivmaterial und speziell dort beheimatete Kinos ein. „Retratos Fantasmas hat mir geholfen, diesen Film zu verstehen. Kennen Sie den Moment, wenn man mit dem Drehbuch nicht weiterkommt? Diese beiden Filme haben eine sehr starke Verbindung, weil sie so tief in die Vergangenheit eintauchen“, so Mendonça Filho. Insgesamt arbeitete er drei Jahre lang an seinem Drehbuch.
Mit der Hauptrolle des Marcelo wurde der international bekannte brasilianische Film- und Fernsehschauspieler Wagner Moura betraut, für den es die erste Zusammenarbeit mit Regisseur Mendonça Filho war. Für Moura war es gleichzeitig die erste Filmrolle im brasilianischen Kino seit Jahren. Das Drehbuch hatte Mendonça Filho ihm auf den Leib geschrieben. Der Schauspieler habe eigenen Angaben zufolge seit dessen Spielfilmdebüt Von großen und kleinen Haien (2012) mit dem Regisseur arbeiten wollen. Das preisgekrönte Gesellschaftsporträt handelte von einem Gebäudekomplex in Recife, der sich vor der bedrohlichen Außenwelt mit Hilfe von allgegenwärtigen Wächtern abschottet. Moura pries die Dreharbeiten an The Secret Agent rückblickend als „eine der besten Erfahrungen“, die er je als Schauspieler gemacht habe. Er hatte Mendonça Filho erstmals 2003 bei der Präsentation von Sérgio Machados Spielfilm Lower City (Cidade Baixa) beim Filmfestival von Cannes kennengelernt, wo dieser damals noch als Filmkritiker tätig war. Moura genoss die Arbeit im Nordosten Brasiliens in seiner Landessprache. Gleichzeitig kannte er Recife, wo er fast 25 Jahre zuvor in dem Theaterstück A Máquina von João Falcão aufgetreten war. Moura verbrachte insgesamt vier Monate in der Stadt, neben den Dreharbeiten einen Monat, um sich auf das Filmprojekt vorzubereiten.

### Weitere Besetzung und Produktion

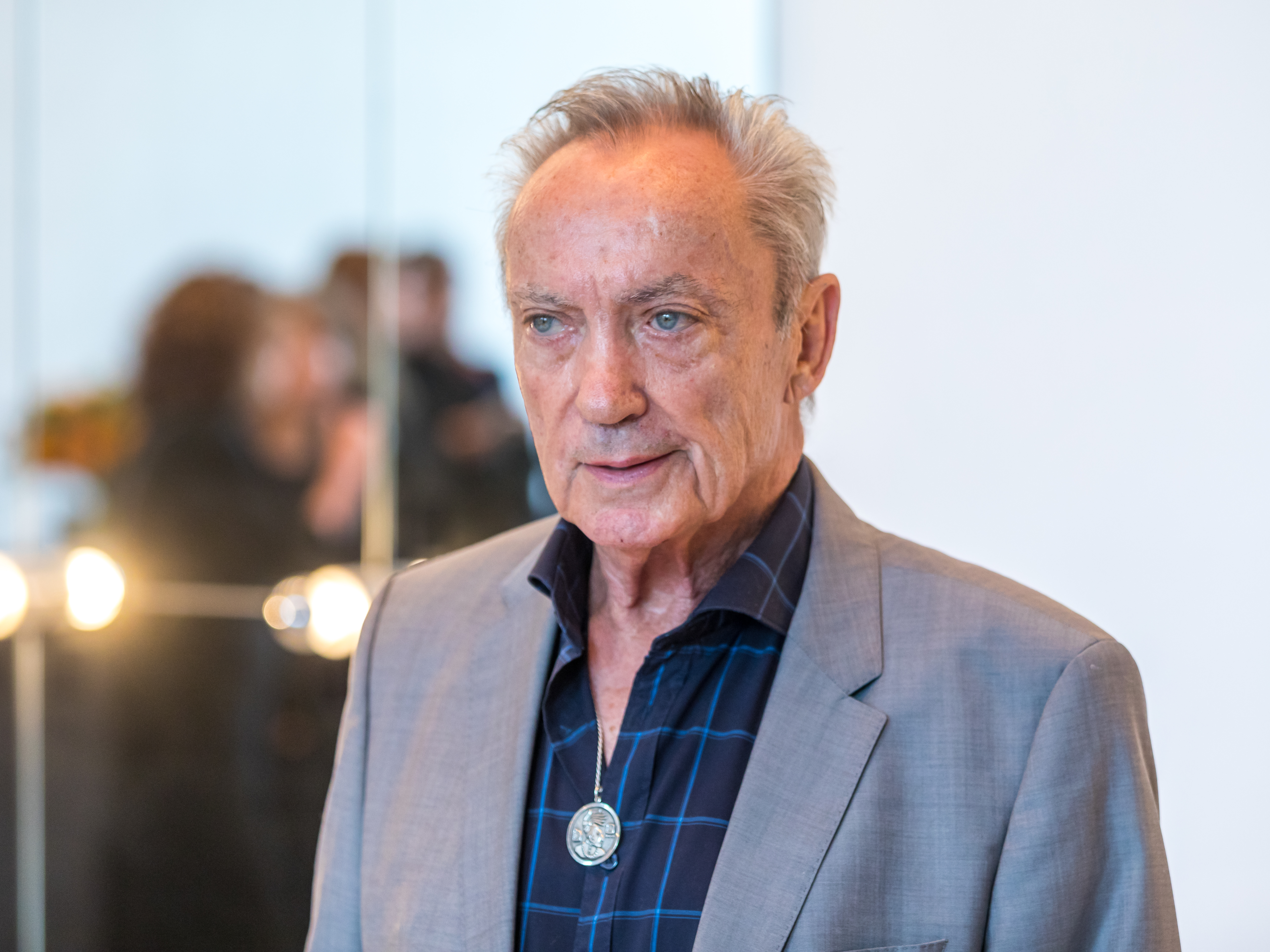
Udo Kier (2024)

In weiteren Rollen sind die brasilianischen Darsteller Gabriel Leone als Bobbi, Maria Fernanda Cândido als Elza und Thomás Aquino als Arlindo zu sehen. Auch der deutsche Schauspieler Udo Kier, der bereits in Kleber Mendonça Filhos Film Bacurau (2019) zu sehen war, findet sich auf der Besetzungsliste und übernahm den Part des Hans.
Zwischen Januar und Mai 2024 fand über vier Monate die Vorproduktion statt. Von Juni bis August desselben Jahren folgten die zehnwöchigen Dreharbeiten in Recife, Brasília und São Paulo. Als Kamerafrau fungierte Evgenia Alexandrova. Mendonça Filho und sie hegten eine gemeinsame Vorliebe für Panavision-Linsen („anamorphic B-series“), die laut Alexandrova einen „natürlichen, handwerklichen und wunderschönen unvollkommenen Look“ erzeugen. Die Bilder von The Secret Agent sollten „organisch“ sein, aber auch über „Charakter“ verfügen. Zur Verwendung kamen Kameras vom Typ ALEXA Mini und ALEXA 25 sowie das ARRIRAW-Format. Drehorte in Recifes Innenstadt waren unter anderem das Cinema São Luiz, die Ponte Duarte Coelho sowie die Straßen Praça Machado de Assis
Rua Clube Náutico Capibaribe, Rua Doutor Sebastião Lins und Rua da Aurora.
Während der Postproduktion des Films wurde acht Monate an der finalen Schnittfassung gearbeitet. Als Editoren zeichneten Mendonça Filhos langjähriger Weggefährte Eduardo Serrano sowie Matheus Farias verantwortlich. Die Filmmusik komponierten Mateus Alves und Tomaz Alves Souza. Die Endphase der Produktion, die aus der Tonmischung und Bildbearbeitung bestand, fand in Berlin und Paris statt.
Bei The Secret Agent handelt es sich um eine Produktion des brasilianischen Unternehmens CinemaScópio in Koproduktion mit der französischen mk2 films, der deutschen Firma One Two Films und dem niederländischen Unternehmen Lemming Film. Das Projekt wurde mit 150.000 Euro vom Medienboard Berlin-Brandenburg als Produktionsförderung finanziell unterstützt.

## Rezeption

### Veröffentlichung
Die Uraufführung von The Secret Agent (französischer Titel: L’agent secret) fand am 18. Mai 2025 beim 78. Filmfestival von Cannes statt, wo das Werk in den Hauptwettbewerb um die Goldene Palme aufgenommen wurde. Das Premierenpublikum soll Mendonça Filhos Regiearbeit insgesamt 13 Minuten Applaus gespendet haben.
Im Laufe des Jahres 2025 soll der Film regulär in die französischen und brasilianischen Kinos kommen. Eine Veröffentlichung in Brasilien ist durch den Verleih Vitrine Filmes geplant. Der französische Verleih Ad Vitam kategorisierte Mendonça Filhos Regiearbeit als Drama und Kriminalfilm ein.
Für Nordamerika sicherte sich das Unternehmen Neon die Verleihrechte. Neon hatte zuvor mit Parasite, Titane, Triangle of Sadness, Anatomie eines Falls und Anora auch die zwischen 2019 und 2024 mit der Goldenen Palme in Cannes preisgekrönten Filme in die nordamerikanischen Kinos gebracht. Für das Vereinigte Königreich sicherte sich der Streamingdienst Mubi die Verleihrechte.
Ein Teaser des Films wurde Anfang Dezember 2024 auf dem brasilianischen Festival Comic Con Experience (CCXP) im Beisein von Wagner Moura vorgestellt.
Ein Kinostart in Deutschland ist im Verleih von Port au Prince Pictures vorgesehen. Um den Weltvertrieb kümmert sich mk2 Films.

### Kritiken
Im zum Festival von Cannes herausgegebenen Kritikenspiegel des Branchenmagazins Screen International erhielt Mendonça Filhos Regiearbeit 2,8 von 4 möglichen Sternen und belegte unter allen 21 Wettbewerbsbeiträgen einen Platz im Vorderfeld. Höchstnoten erhielt der Film dabei unter anderem von Peter Bradshaw (The Guardian) und Justin Chang (The New Yorker). In einem rein französischsprachigen Kritikenspiegel der Website Le film français sahen mit Philippe Rouyer (Positif), Jacques Mandelbaum (Le Monde), Jean-Marc Lalanne (Les Inrockuptibles), Nicolas Schaller (Le Nouvel Obs) und Sandra Onana (Libération) fünf von 15 Kritikern den Film als Palmen-Favoriten an. Auch der amerikanische Branchendienst IndieWire zählte The Secret Agent zum Mitfavoriten auf den Hauptpreis und wies ihn nach 19 gezeigten Wettbewerbsbeiträgen auf einen vierten Platz aus, hinter Sentimental Value aus Norwegen, It Was Just an Accident aus dem Iran und In die Sonne schauen aus Deutschland.
Auf der Website Metacritic erhielt The Secret Agent eine Bewertung von 87 von 100 möglichen Punkten, basierend auf zehn ausgewerteten englischsprachigen Kritiken. Das Echo der Rezensenten wurde mit „einhelligem Beifall“ („universal acclaim“) bewertet. Von den auf der Website Rotten Tomatoes nach der Premiere aufgeführten über 20 Kritiken wurden alle als positiv („fresh“) eingeschätzt.
Brasilianische Medien und auch Mendonça Filho selbst hatten noch vor der Uraufführung von The Secret Agent Vergleiche zu Walter Salles‘ kurz zuvor mit dem Oscar preisgekröntem Drama Für immer hier gezogen. Neben der Größe der Produktion verband beide Filme auch dasselbe Setting – Brasilien in den 1970er-Jahren während der Militärdiktatur. Wie Salles zuvor ist Mendonça Filho überzeugt davon, dass sich auch in seinem Film nach den turbulenten Präsidentschaftsjahren Jair Bolsonaros (2019–2022) Bezüge zum heutigen Brasilien herstellen lassen, auch wenn es sich bei dem Thriller um eine fiktive Geschichte handelt.
Der Brite Peter Bradshaw (The Guardian), der an den „in jeder Hinsicht visuell und dramaturgisch hervorragenden“ Film die Höchstwertung von fünf Sternen vergeben hatte, kam Für immer hier ebenfalls in den Sinn. Mendonça Filhos Regiearbeit sei aber im Vergleich „ehrgeiziger, völlig komplexer und schwer fassbarer“. Bradshaw fühlte sich an die Filme Sergio Leones, Michelangelo Antonionis Beruf: Reporter (1975) und in seiner schrecklich gewaltsamen Auflösung an die Werke Elmore Leonards und Quentin Tarantinos, den brasilianischen Spielfilm City of God (2002) und den mexikanischen Oscar-Gewinner Roma (2018) erinnert. The Secret Agent verwandle „politische Gewalt in schwarze Komödie und Massenhalluzination“. Bradshaw lobte die Darstellerleistungen von Wagner Moura, Tia Maria und den Cameo-Auftritt von Udo Kier. Zuschauer, die einen „herkömmlichen Thriller“ erwarten würden, könnten aber mit „Ungeduld“ auf den Film reagieren.
David Ehrlich vom amerikanischen Branchendienst IndieWire vergab an das „lebhaft strukturierten Epos,“ die Schulnote „B+“ (deutsches Schulsystem: 2+). Die Geschichte erinnerte ihn mehr an Wes Andersons Grand Budapest Hotel (2014), als an Für immer hier und sei für das Publikum nicht einfach zu verfolgen. Auch er pries die Leistung von Hauptdarsteller Wagner Moura sowie die Kameraarbeit und den Soundtrack des Films. Fans von Mendonça Filhos vorherigen Spielfilm Bacurau (2019) könnten enttäuscht werden, da The Secret Agent im Vergleich „durchweg weniger an Action als an Konsequenzen und weniger an Szenen als an Kulissen interessiert“ sei.
Die internationale Filmkritikervereinigung FIPRESCI würdigte The Secret Agent als besten Wettbewerbsbeitrag von Cannes. In ihrer Begründung bemerkte sie die „romanhafte, epische Großzügigkeit“ des Films. „Abschweifungen, Abwechslung, Humor und Figuren“ würden zugelassen, „um eine Zeit und einen Ort sowie eine reiche, seltsame und zutiefst beunruhigende Geschichte von Korruption und Unterdrückung zu evozieren“.

### Auszeichnungen

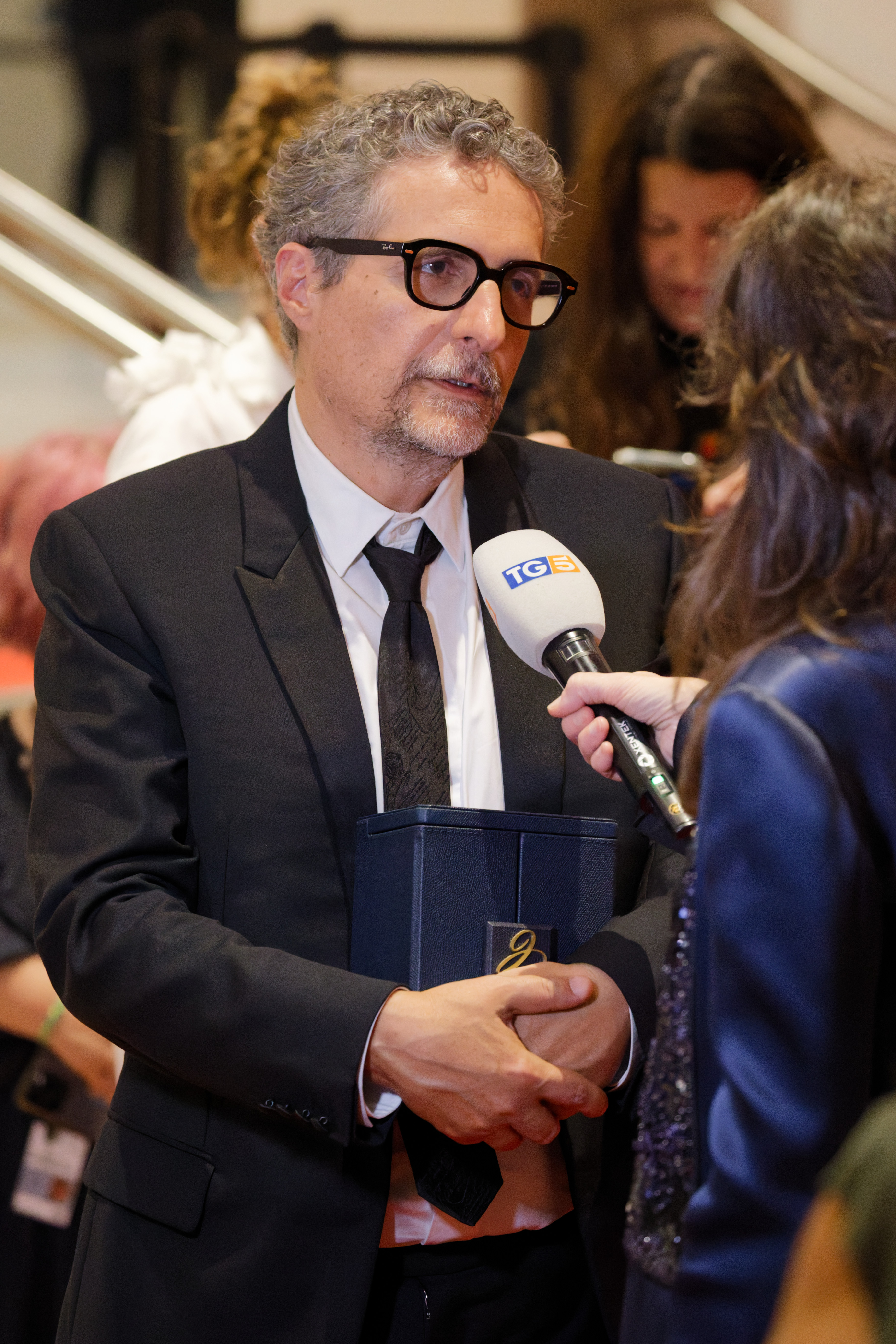
Kleber Mendonça Filho kurz nach der Preisverleihung in Cannes

Für The Secret Agent erhielt Kleber Mendonça Filho seine dritte Einladung in den Wettbewerb um die Goldene Palme des Filmfestivals von Cannes. Die Jury um die französische Schauspielerin Juliette Binoche bedachte das Werk mit dem Regie- und Darstellerpreis für Wagner Moura. Die internationale Filmkritikervereinigung FIPRESCI wählte den Film zum besten Wettbewerbsbeitrag des Festivals.
| Festival      | Kategorie                    | Resultat  | Preisträger           |
| ------------- | ---------------------------- | --------- | --------------------- |
| Cannes (2025) | Goldene Palme – Bester Film  | Nominiert | Kleber Mendonça Filho |
| Cannes (2025) | Beste Regie                  | Gewonnen  | Kleber Mendonça Filho |
| Cannes (2025) | Bester Darsteller            | Gewonnen  | Wagner Moura          |
| Cannes (2025) | FIPRESCI-Preis – Bester Film | Gewonnen  | Kleber Mendonça Filho |
| Cannes (2025) | AFCAE-Preis                  | Gewonnen  | Kleber Mendonça Filho |
| Sydney (2025) | Bester Film                  | Nominiert | Kleber Mendonça Filho |